# 9670 Magni
A 9670 Magni (ideiglenes jelöléssel 1997 NJ10) a Naprendszer kisbolygóövében található aszteroida. A. Boattini fedezte fel 1997. július 10-én.